# Supremacismo negro

Bandera afroamericana.

El supremacismo negro o supremacía negra (en inglés, black supremacy o  black supremacism) es una ideología racista, basada en la creencia de que la raza negra es superior y debe dominar a las otras razas. Esta definición ha sido utilizada por el centro legal para la pobreza sureña (en inglés: Southern Poverty Law Center) (SPLC), una organización estadounidense de defensa de los derechos civiles, para describir a varios grupos minoritarios que promueven esta ideología en los Estados Unidos. Esta ideología surgió como respuesta al supremacismo blanco.

## Historia
La supremacía negra o supremacismo negro es una creencia racial supremacista de que las personas negras son superiores a las personas de otras razas. El término ha sido utilizado por el Southern Poverty Law Center (SPLC), una organización estadounidense de defensa legal, para describir varios grupos religiosos marginales en los Estados Unidos.
Se ha descrito que varios grupos marginales sostienen o promueven creencias supremacistas negras. Una fuente descrita por el historiador David Mark Chalmers como la fuente más extensa sobre el extremismo de derecha es el Southern Poverty Law Center (SPLC), una organización estadounidense sin fines de lucro que monitorea todo tipo de grupos de odio y extremistas en los Estados Unidos. Los autores de los informes de inteligencia trimestrales de SPLC describieron a los siguientes grupos con puntos de vista supremacistas negros:
La Iglesia de Dios israelita en Jesucristo (ICGJC), que tiene su sede en la ciudad de Nueva York, fue descrita en 2008 por el SPLC como una secta supremacista negra estadounidense y parte del creciente ala supremacista negra del movimiento hebreo israelita. El ICGJC acepta el Antiguo y Nuevo Testamento y los evangelios apócrifos como Escritura inspirada y tiene una visión apocalíptica del fin del mundo.
La Nación de Yahweh es un grupo religioso con sede en los Estados Unidos descrito como supremacista negro por el SPLC. Es una rama de la línea de pensamiento del israelita hebreo negro. Fue fundado por el estadounidense Yahweh ben Yahweh (nacido como Hulon Mitchell Jr.), cuyo nombre significa Dios Hijo de Dios en hebreo. La Nación de Yahweh creció rápidamente a lo largo de la década de 1980 y en su apogeo tenía su sede en Miami, Florida, y templos en 22 estados.
La supremacía negra fue defendida por el predicador jamaiquino Leonard Howell en el tratado del movimiento rastafari La llave prometida de 1935. El uso de Howell de "Supremacía negra" tuvo implicaciones tanto religiosas como políticas. Políticamente, como contrapunto directo a la supremacía blanca y al fracaso de los gobiernos blancos para proteger a los negros, abogó por la destrucción de los gobiernos blancos. Howell se basó como influencia en el trabajo del anterior predicador proto-rastafari Fitz Balintine Pettersburg, en particular el libro de este último The Royal Parchment Scroll of Black Supremacy.
The Associated Press describió las enseñanzas de la Nación del Islam (NOI) como supremacistas negras hasta 1975, cuando W. Deen Mohammed sucedió a Elijah Muhammad (su padre) como su líder. La doctrina supremacista negra de Elijah Muhammad actuó como un contraataque al paradigma supremacista establecido y controlado por la supremacía blanca. El SPLC describió al grupo como poseedor de una "teología de superioridad innata de los negros sobre los blancos, un sistema de creencias rechazado con vehemencia y consistencia por los musulmanes mayoritarios".

## Ideologías y movimientos
Los que siguen esta ideología consideran que los que pertenecen a la comunidad negra son superiores porque sus genes son más dominantes y por lo tanto una mayor probabilidad de sobrevivir en el futuro.

## Organizaciones
- Nuwaubianismo: es una secta religiosa[2] estadounidense que considera que la raza negra es superior a las demás. Su fundador y líder es Dwight York.
- Nación del Islam: es una organización religiosa y sociopolítica de los Estados Unidos. Su teoría difiere radicalmente del islam, ya que considera que los negros son superiores a las demás razas (el islam tradicional establece la igualdad de todas las razas), y que la raza blanca fue creada artificialmente por un científico malvado llamado Yakub.
- Nación de Yahweh: es un grupo religioso con sede en los Estados Unidos descrito como supremacista negro por el SPLC. Es una rama de la línea de pensamiento del israelita hebreo negro. Fue fundado por el estadounidense Yahweh ben Yahweh (nacido como Hulon Mitchell Jr.), cuyo nombre significa «dios hijo de dios» en hebreo.